# Un rêve (Kafka)
Pour les articles homonymes, voir Un rêve.
Un rêve (Ein Traum) est une nouvelle du romancier germanophone Franz Kafka publiée en 1920 dans le recueil de nouvelles Un Médecin de campagne. Cette nouvelle a aussi été publiée dans la revue praguoise Prager Tagblatt.

## Résumé
Joseph K. rêve qu'il se promène dans un cimetière. Il est attiré par un monticule de tombes neuves. Il y trouve deux hommes devant une pierre tombale. Un troisième, qui semble être, au vu de ses vêtements, un artiste, écrit au crayon sur la pierre tombale "Ici repose". Il ne va pas plus loin, perturbé par la présence de K. Il ne réussit qu'à écrire un "J" maladroit. Soudain, K. s'enfonce dans la terre du tumulus et comprend qu'il s'agit de sa propre tombe. Il se laisse glisser dedans. Le peintre parvient alors à écrire superbement son nom, et K., enchanté, se réveille.

## Nature de la nouvelle
La nature de cette nouvelle est contestée. Elle porte le même personnage que le roman Le Procès, Joseph K. C'est pour cela que l'on ne sait pas si elle est un fragment de ce roman ou si elle a été écrite dans ce cadre, mais forme un texte à part.